# Lobophora montanata
Lobophora montanata är en fjärilsart som beskrevs av Alpheus Spring Packard 1874. Lobophora montanata ingår i släktet Lobophora och familjen mätare. Inga underarter finns listade i Catalogue of Life.